# 长山乡 (五常市)
长山乡是中国黑龙江省哈尔滨市五常市下辖的一个乡，位于五常市西南部。

## 行政区划
现辖：
六七家村、水泉村、长山村、金桥村、青松村、长兴村、前程村、七星村、大树村、农兴村、和平村、大兴村、日发村、爱民村和双寿村。